# Atlanta Tennis Championships 2010
Atlanta Tennis Championships 2010 — тенісний турнір, що проходив на кортах з твердим покриттям у місті Атланта, США з 19 липня. Належав до категорії ATP World Tour 250. Належав до категорії ATP International Series Gold. Був турніром серії Atlanta Open 2010 року.

## Фінальна частина

### Одиночний розряд
Марді Фіш —  Джон Ізнер 4–6, 6–4, 7–6(7–4)

### Парний розряд
Скотт Ліпскі /  Ражів Рам —  Роган Бопанна /  Крістоф Вліген 6–3, 6–7(4–7), [12–10]